# Adolf-Grimme-Preis 1967
Der 4. Adolf-Grimme-Preis wurde 1967 verliehen. Die Preisverleihung fand am 24. Februar 1967 im Rathaus der Stadt Marl statt.

## Preisträger

### Adolf-Grimme-Preis mit Gold
- Georg Stefan Troller (für Buch und Regie von Paris 1925 – Shakespeare & Co., WDR)
- Georg Stefan Troller (für Buch und Regie von Cinq Colonnes à la Une, NDR)
- Peter Lilienthal (Buch und Regie), Günter Herburger (Buch) und Gérard Vandenberg (Kamera) (für die Sendung Der Beginn, SWF)

### Adolf-Grimme-Preis mit Silber
- Werner Höfer (für die Produktion von Der Internationale Frühschoppen vom 30. Oktober 1966, WDR)
- Egon Monk (Regie) und Dieter Meichsner (Buch) (für die Sendung Preis der Freiheit, NDR)
- Rüdiger Proske (für das Buch zu Auf der Suche nach dem Welt von morgen – Zum Mond und weiter – Teil 1, NDR)
- Klaus Wagner (für die Regie in Betriebsfest, NDR)

### Adolf-Grimme-Preis mit Bronze
- NDR und Ursula Klamroth (Regie) (für die Sendung Ich bekomme ein Kind, 6. Folge)
- Eduard Zimmermann (für das Buch zu Vorsicht Falle!, ZDF)
- BR (für den Beitrag Der faschistische Antifaschismus in der Sendung Report)
- Roman Brodmann (für die Regie in Die Misswahl, SDR)

### Besondere Ehrung
- Heinz Haber (für Buch und Regie in Was sucht der Mensch im Weltraum? Kosmos und Sterne, WDR)

### Lobende Erwähnung
- Marlene Linke (für Buch und Regie in Epilepsie, ZDF)

### Ehrende Anerkennung der Pressejury
- Gerhard Angermann (für das Buch zu Ich war Schlemihl, WDR).
- HR und Walter Klein (Buch) (für die Sendung Schreiben Sie schneller, Folge 34)
- SDR (für die Sendung Die abgelebte Moral)